# Diogo Ferreira
Diogo Miguel Pacheco Ferreira (Queluz, 30 luglio 1990) è un astista portoghese.

## Record nazionali
- Salto con l'asta: 5,71 m ( Lisbona, 17 luglio 2017)

## Palmarès
| Anno | Manifestazione             | Sede         | Evento           | Risultato | Prestazione | Note |
| ---- | -------------------------- | ------------ | ---------------- | --------- | ----------- | ---- |
| 2009 | Europei juniores           | Novi Sad     | Salto con l'asta | 15º (q)   | 4,70 m      |      |
| 2010 | Campionati ibero-americani | San Fernando | Salto con l'asta | 7º        | 5,05 m      |      |
| 2011 | Europei under 23           | Ostrava      | Salto con l'asta | 16º (q)   | 4,95 m      |      |
| 2014 | Europei                    | Zurigo       | Salto con l'asta | Finale    | nm          |      |
| 2015 | Europei indoor             | Praga        | Salto con l'asta | 18º (q)   | 5,25 m      |      |
| 2015 | Universiadi                | Gwangju      | Salto con l'asta | Finale    | nm          |      |
| 2016 | Europei                    | Amsterdam    | Salto con l'asta | 19º (q)   | 5,35 m      |      |
| 2017 | Mondiali                   | Londra       | Salto con l'asta | nm (q)    | nm (q)      |      |
| 2017 | Universiadi                | Taipei       | Salto con l'asta | Oro       | 5,55 m      |      |
| 2018 | Europei                    | Berlino      | Salto con l'asta | 25º (q)   | 5,36 m      |      |